# Hans-Volker Niemeier
Hans-Volker Niemeier (11 de dezembro de 1940) é um matemático alemão.
Niemeier obteve um doutorado em 1968 na Universidade de Göttingen, orientado por Martin Kneser, com a tese Definite quadratische Formen der Dimension 24 und Diskriminante 1. Foi professor da Fachhochschule Furtwangen, onde tornou-se professor emérito.

## Obras
- Definite quadratische Formen der Dimension 24 und Diskriminate 1, Journal of Number Theory, Volume 5, 1973, p. 142–178.
- com Gert Böhme, Helmut Kernler e Dieter Pflügel: Anwendungsorientierte Mathematik, Volume 4: Aktuelle Anwendungen der Mathematik, Springer 1989